# Campeonato Neerlandés de Fútbol 1942-43
El Campeonato Neerlandés de Fútbol 1942/43 fue la 55.ª edición del campeonato de fútbol de los Países Bajos. Participaron 52 equipos divididos en cinco divisiones. El campeón nacional sería determinado por un grupo final formado con los ganadores de las divisiones de fútbol del este, norte, sur y dos del oeste. ADO Den Haag ganó el campeonato de este año.

## Divisiones

### Eerste Klasse Este
| Pos | Equipo          | PJ | PG | PE | PP | GF | GC | Pts | DG  | Notas                                     |
| --- | --------------- | -- | -- | -- | -- | -- | -- | --- | --- | ----------------------------------------- |
| 1   | SC Enschede     | 18 | 12 | 5  | 1  | 36 | 9  | 29  | +27 | Clasificado al grupo final por el título. |
| 2   | AGOVV Apeldoorn | 18 | 10 | 3  | 5  | 43 | 30 | 23  | +13 |                                           |
| 3   | Go Ahead        | 18 | 9  | 3  | 6  | 45 | 38 | 21  | +7  |                                           |
| 4   | NEC Nijmegen    | 18 | 9  | 2  | 7  | 32 | 28 | 20  | +4  |                                           |
| 5   | FC Wageningen   | 18 | 8  | 4  | 6  | 35 | 39 | 20  | -4  |                                           |
| 6   | Quick Nijmegen  | 18 | 7  | 5  | 6  | 44 | 36 | 19  | +8  |                                           |
| 7   | Heracles        | 18 | 5  | 6  | 7  | 37 | 35 | 16  | +2  |                                           |
| 8   | Enschedese Boys | 18 | 4  | 4  | 10 | 26 | 40 | 12  | -14 |                                           |
| 9   | HVV Tubantia    | 18 | 6  | 0  | 12 | 31 | 54 | 12  | -23 |                                           |
| 10  | PEC Zwolle      | 18 | 3  | 2  | 13 | 33 | 53 | 8   | -20 |                                           |

PJ = Partidos jugados; PG = Partidos ganados; PE = Partidos empatados; PP = Partidos perdidos; GF = Goles a favor; GC = Goles en contra; Pts = Puntos; DG = Diferencia de goles

### Eerste Klasse Norte
| Pos | Equipo          | PJ | PG | PE | PP | GF | GC | Pts | DG  | Notas                                     |
| --- | --------------- | -- | -- | -- | -- | -- | -- | --- | --- | ----------------------------------------- |
| 1   | SC Heerenveen   | 18 | 15 | 2  | 1  | 63 | 22 | 32  | +41 | Clasificado al grupo final por el título. |
| 2   | Be Quick 1887   | 18 | 9  | 4  | 5  | 50 | 35 | 22  | +15 |                                           |
| 3   | Achilles 1894   | 18 | 9  | 4  | 5  | 36 | 31 | 22  | +5  |                                           |
| 4   | GVAV Rapiditas  | 18 | 8  | 5  | 5  | 50 | 29 | 21  | +21 |                                           |
| 5   | Veendam         | 18 | 7  | 4  | 7  | 34 | 37 | 18  | -3  |                                           |
| 6   | Velocitas 1897  | 18 | 7  | 4  | 7  | 40 | 45 | 18  | -5  |                                           |
| 7   | LSC Sneek       | 18 | 6  | 4  | 8  | 33 | 40 | 16  | -7  |                                           |
| 8   | HSC             | 18 | 4  | 6  | 8  | 45 | 48 | 14  | -3  |                                           |
| 9   | VV Leeuwarden   | 18 | 5  | 0  | 10 | 33 | 52 | 13  | -19 |                                           |
| 10  | Sneek Wit Zwart | 18 | 2  | 3  | 13 | 21 | 66 | 7   | -8  |                                           |

PJ = Partidos jugados; PG = Partidos ganados; PE = Partidos empatados; PP = Partidos perdidos; GF = Goles a favor; GC = Goles en contra; Pts = Puntos; DG = Diferencia de goles

### Eerste Klasse Sur
| Pos | Equipo          | PJ | PG | PE | PP | GF | GC | Pts | DG  | Notas                                     |
| --- | --------------- | -- | -- | -- | -- | -- | -- | --- | --- | ----------------------------------------- |
| 1   | Willem II       | 22 | 14 | 4  | 4  | 50 | 28 | 32  | +22 | Clasificado al grupo final por el título. |
| 2   | LONGA           | 22 | 13 | 3  | 6  | 59 | 40 | 29  | +19 |                                           |
| 3   | BVV Den Bosch   | 22 | 10 | 5  | 7  | 52 | 29 | 25  | +23 |                                           |
| 4   | Spekholzerheide | 22 | 10 | 4  | 8  | 52 | 47 | 24  | +5  |                                           |
| 5   | NAC             | 22 | 7  | 9  | 6  | 44 | 30 | 23  | +13 |                                           |
| 6   | FC Eindhoven    | 22 | 10 | 3  | 9  | 39 | 41 | 23  | -2  |                                           |
| 7   | Maurits         | 22 | 9  | 3  | 10 | 56 | 60 | 21  | -4  |                                           |
| 8   | Picus           | 22 | 8  | 4  | 10 | 40 | 59 | 20  | -19 | Nombre cambiado a De Spechten.            |
| 9   | PSV Eindhoven   | 22 | 7  | 5  | 10 | 31 | 36 | 19  | -5  |                                           |
| 10  | MVV Maastricht  | 21 | 6  | 5  | 10 | 40 | 50 | 17  | -10 |                                           |
| 11  | RFC Roermond    | 21 | 6  | 3  | 12 | 35 | 51 | 15  | -16 |                                           |
| 12  | NOAD            | 22 | 6  | 2  | 14 | 39 | 66 | 14  | -27 |                                           |

PJ = Partidos jugados; PG = Partidos ganados; PE = Partidos empatados; PP = Partidos perdidos; GF = Goles a favor; GC = Goles en contra; Pts = Puntos; DG = Diferencia de goles

### Eerste Klasse Oeste-I
| Pos | Equipo           | PJ | PG | PE | PP | GF | GC | Pts | DG  | Notas                                     |
| --- | ---------------- | -- | -- | -- | -- | -- | -- | --- | --- | ----------------------------------------- |
| 1   | ADO Den Haag     | 19 | 10 | 6  | 3  | 41 | 32 | 26  | +9  | Clasificado al grupo final por el título. |
| 2   | Hermes DVS       | 19 | 11 | 2  | 6  | 45 | 29 | 24  | +16 |                                           |
| 3   | HFC EDO          | 18 | 9  | 4  | 5  | 27 | 28 | 22  | -1  |                                           |
| 4   | DFC              | 18 | 8  | 4  | 6  | 46 | 38 | 20  | +8  |                                           |
| 5   | DWS              | 18 | 7  | 5  | 6  | 32 | 33 | 19  | -1  |                                           |
| 6   | Sparta Rotterdam | 18 | 7  | 4  | 7  | 41 | 46 | 18  | -5  |                                           |
| 7   | De Volewijckers  | 18 | 6  | 3  | 9  | 36 | 39 | 15  | -3  |                                           |
| 8   | HBS Craeyenhout  | 18 | 6  | 2  | 10 | 36 | 43 | 14  | -7  |                                           |
| 9   | Xerxes           | 18 | 5  | 2  | 11 | 42 | 45 | 12  | -3  |                                           |
| 10  | Stormvogels      | 18 | 4  | 4  | 10 | 20 | 33 | 12  | -13 |                                           |

PJ = Partidos jugados; PG = Partidos ganados; PE = Partidos empatados; PP = Partidos perdidos; GF = Goles a favor; GC = Goles en contra; Pts = Puntos; DG = Diferencia de goles

### Eerste Klasse Oeste-II
| Pos | Equipo              | PJ | PG | PE | PP | GF | GC | Pts | DG  | Notas                                     |
| --- | ------------------- | -- | -- | -- | -- | -- | -- | --- | --- | ----------------------------------------- |
| 1   | Feijenoord          | 18 | 14 | 3  | 1  | 48 | 19 | 31  | +29 | Clasificado al grupo final por el título. |
| 2   | VSV                 | 18 | 11 | 3  | 4  | 60 | 30 | 25  | +30 |                                           |
| 3   | Blauw-Wit Amsterdam | 18 | 11 | 2  | 5  | 40 | 31 | 24  | +9  |                                           |
| 4   | DHC Delft           | 18 | 10 | 2  | 6  | 46 | 36 | 22  | +10 |                                           |
| 5   | VUC                 | 18 | 8  | 3  | 7  | 51 | 50 | 19  | +1  |                                           |
| 6   | AFC Ajax            | 18 | 6  | 4  | 8  | 39 | 39 | 16  | 0   |                                           |
| 7   | RFC Rotterdam       | 18 | 7  | 2  | 9  | 36 | 41 | 16  | -5  |                                           |
| 8   | HFC Haarlem         | 18 | 4  | 2  | 12 | 41 | 54 | 10  | -13 |                                           |
| 9   | SC Emma             | 18 | 4  | 2  | 12 | 26 | 59 | 10  | -33 |                                           |
| 10  | 't Gooi             | 18 | 2  | 3  | 13 | 26 | 54 | 7   | -28 |                                           |

PJ = Partidos jugados; PG = Partidos ganados; PE = Partidos empatados; PP = Partidos perdidos; GF = Goles a favor; GC = Goles en contra; Pts = Puntos; DG = Diferencia de goles

## Grupo final por el título
| Pos | Equipo        | PJ | PG | PE | PP | GF | GC | Pts | DG | Notas |
| --- | ------------- | -- | -- | -- | -- | -- | -- | --- | -- | ----- |
| 1   | ADO Den Haag  | 8  | 4  | 3  | 1  | 19 | 11 | 11  | +8 |       |
| 2   | Feijenoord    | 8  | 3  | 3  | 2  | 9  | 9  | 9   | 0  | [1]   |
| 3   | Willem II     | 8  | 3  | 2  | 3  | 17 | 19 | 8   | -2 |       |
| 4   | SC Enschede   | 8  | 3  | 1  | 4  | 15 | 13 | 7   | +2 |       |
| 5   | SC Heerenveen | 8  | 2  | 1  | 5  | 18 | 26 | 5   | -8 |       |

PJ = Partidos jugados; PG = Partidos ganados; PE = Partidos empatados; PP = Partidos perdidos; GF = Goles a favor; GC = Goles en contra; Pts = Puntos; DG = Diferencia de goles
[1] Debido a la guerra, Feijenoord se vio obligado a jugar sus partidos de local en campo neutral.
|                                 |
| Campeón ADO Den Haag 2.° título |